# Pirelli Stadium
Pirelli Stadium es un estadio de fútbol ubicado en Burton upon Trent, Staffordshire, Inglaterra. Fue construido en 2005 y es el campo actual del Burton Albion, sustituyendo así la vieja casa del club Eton Park, también en Princess Way, que fue demolida y cuyos terrenos fueron convertidos en viviendas. El terreno fue construido en el antiguo sitio de Pirelli UK Tyres Ltd Deportes & Social Club, habiendo tenido la tierra donada al club por Pirelli a cambio de derechos de denominación, el terreno costó £ 7,2 millones para construir.
El estadio fue diseñado por los arquitectos Hadfield, Cawkwell y Davidson, y ha servido como la inspiración para la construcción de nuevos estadios de otros clubes de las categorías de ascenso del fútbol inglés. Ganó su certificado de seguridad más reciente del consejo del condado de Staffordshire el 12 de julio de 2010, habiendo estado sujeto a problemas de aficionados el 8 de mayo de 2010 a manos de los aficionados de Grimsby Town después de su descenso de la EFL League Two.
El terreno ha experimentado pequeños cambios de capacidad desde su construcción,  su capacidad actual asciende a 6.912, de los cuales 2.034 están sentados en el Stand Sur. El récord de asistencia es de 6.746 espectadores para un partido de campeonato EFL contra el Derby County.